# 風間靖幸
風間 靖幸（かざま やすゆき、1970年2月1日 - ）は、長野県出身の元ドリフトドライバー、自動車チューニング・販売店「RODEXTYLE」の経営者。血液型O型。
D1グランプリにおいてドリフトの多彩なテクニックを持つ選手として活躍し、「ロデオ乗り」などの曲乗りをすることから通称「ワクワクさん」と呼ばれていた。2001年から2006年までと短い参戦期間であったながら、現在に至るまで高い人気を誇る選手である。

## 来歴
D1グランプリのシリーズ設立以前からいかす走り屋チーム天国を始めとするドリフト大会などで活躍。土屋圭市が立ち上げた自動車パーツ会社の圭オフィスに社員として勤めており、土屋は「ドリフトが上手だから圭オフィスの社員にしたぐらいだ」と話している。
D1グランプリには初年度の2001年シーズンから日産・シルビア（S15）で参戦。所属チームは01年の前半戦はマイカーを使用してのプライベーターだったが、エビスでクラッシュしてからは圭オフィスだったが、02年まではプライベーター。当初はなかなか上位に進出できず、シード入りが高い壁となっていた。
2003年も序盤戦は追走トーナメントに進出するものの入賞を逃し、ランキング20位台と低迷していたが、第4戦の富士から投入したニューマシンのシルビアによりスピードのあるドリフトに磨きがかかり、シリーズ上位を争うようになる。富士でシーズン初ポイントを記録すると、続く第5戦のエビスで2位表彰台に上がり、シード入りを果たし、シーズン最終戦までシードを確保した。
2004年の開幕戦アメリカ・アーウィンデールスピードウェイで初優勝を遂げた。続く第2戦菅生でも優勝し2004年シーズンのトップを独走するかに見えたが、第3戦エビスでエンジントラブルにより失速。第6戦の追走1回戦敗退によりシリーズチャンピオンの権利を失い、シリーズ4位でシーズンを終えた。
2005年の開幕戦アメリカ・アーウィンデールスピードウェイでは前年と同じく優勝。第2戦お台場でも3位入賞し、第3戦SUGOで二度目の優勝、さらに第5戦エビスでシリーズ三勝目を遂げる。シリーズランキング首位で迎えた最終戦の筑波ではランキング2位のRE雨宮の末永正雄と準々決勝で直接対決となり風間が先行の二本目、ヘアピンコーナーでシフトが入らなくなり失速した風間に末永が突っ込んだ。風間はミスと判定されてベスト8で敗れたが、準決勝に進出した末永の車も接触で生じたダメージにより出走できる状況になく棄権。結果、わずか1ポイントの差でシリーズタイトルを獲得した。なおこの年の2005年8月31日に圭オフィスを退社し独立、自身のショップであるRODEXTYLEを開業した。
2006年は昨年に圭オフィスを退社したことから、エントラントが圭オフィスからDG-5に変更となった。開幕戦のアメリカ・アーウィンデールスピードウェイでは優勝し、D1初の開幕戦3連勝を遂げた。さらに第2戦からはエイベックスがスポンサーに付き、ボディーカラーをそれまでの緑から青へ変更しTEAM m.o.v.eとして参戦。第3戦富士でも優勝し、その後も全ラウンドでポイントを獲得し安定した成績を収め、シリーズ3位となった。
しかし、2007年のD1グランプリは参戦を休止することを表明。2004年最終戦～2006年に使用したマシンはその後植尾勝浩、今村陽一、古口美範、箕輪慎治が使用し、特に今村は2009年から2011年にかけて同車でD1グランプリシリーズ3連覇を果たしている。
2007年以降のD1グランプリには参戦しておらず、主要なドリフト大会からは身を引き、RODEXTYLEの経営に専念している。一方でドリフト自体は継続しており、近年はYouTubeの動画に出演しドリフトを披露することもある。

## エピソード
- 運転席側ドアにまたがり、左手と左足のみで車を操作しながらドリフトを行う「ロデオ乗り」で知られる。現役時代から約20年が経過した2022年にはイベントでロデオ乗りを披露し、技術が健在であることを示した[10]。
- 2001年のD1最終戦翌日、ビデオオプションの企画として行われた「D1団体戦」の時にスピンしてパドックに突入し、近くに止めてあった丸山透のベンツに接触してしまった[2]。これが由来となって「スピンベンツドカン」と一時期呼ばれていた。
- 2004年の最終戦からD1グランプリで乗り始めたネコ・コーポレーション車両製作[11]のS15型シルビアは、D1マシンの大半がストリート仕様の延長であった時代に、シーケンシャルミッションや安全タンク、スリーラインで施された[12][13]ボディ補強、サイクルフェンダー[注釈 2]化されたフロントタイヤハウスなど、当時としては極めて先進的な仕様であり、他チームに大きな衝撃を与えた[6]。
- 2005年にはBBCの自動車番組トップ・ギア（Series 6 Episode 11）に「トップクラスのドリフターでD1レースドライバーのMr.カザーマー」として出演。三木竜二や今村陽一らとドリフトのデモンストレーションや、得意のロデオ乗りを披露した他、リチャード・ハモンドが運転するボクスホール・モナーロVXRに同乗してのドリフト指南と、自身による比較走行をした。モナーロVXRを運転した感想は「グッド・カー」。
- 2005年最終戦の筑波で末永正雄の準決勝敗退の原因を作ってしまった風間は、すぐに末永と末永が所属するRE雨宮の代表雨宮勇美に謝りに行ったものの、雨宮の怒りは収まらず、風間にとっては後味の悪いチャンピオン獲得となってしまった[4]。
- 2005年、ブリヂストンのCMにF1のフェラーリやSUPER GTの車両と一緒に登場し、今村陽一との追走走行を全国に披露していた。
- ドリフトテクニックもさることながら、その人柄の良さからD-DOGシリーズやD to Dなどで講師役を買って出ることが多い。しかし説明が一般受けではない上に擬音語を多用する癖がある。
- アーウィンデールスピードウェイを得意とし、4戦すべて決勝に進出し3勝を上げている。
- インタビューやブログなどで妻に対するコメントも多く、愛妻家としても知られる。